# HD154856
HD154856 — хімічно пекулярна зоря спектрального класу B8, що має видиму зоряну величину в смузі V приблизно  8,8.
Вона  розташована на відстані близько 939,9 світлових років від Сонця.

## Фізичні характеристики
Телескоп Гіппаркос зареєстрував фотометричну змінність  даної зорі з періодом    1,95 доби в межах від  Hmin= 8,85 до  Hmax= 8,75.

## Пекулярний хімічний склад
Зоряна атмосфера HD154856 має підвищений вміст 
Si
.